# Arenigobius bifrenatus
Arenigobius bifrenatus é uma espécie de peixe da família Gobiidae e da ordem Perciformes.

## Habitat
É um peixe de clima subtropical e demersal.

## Distribuição geográfica
É um endemismo do Sul da Austrália.

## Observações
É inofensivo para os humanos.